# Кент (Вашингтон)
Кент (англ. Kent) — місто (англ. city) в США, в окрузі Кінг штату Вашингтон. Населення — 136 588 осіб (2020).

## Географія
Кент розташований за координатами 47°23′7″ пн. ш. 122°13′1″ зх. д. / 47.38528° пн. ш. 122.21694° зх. д. (47.385318, -122.216929).  За даними Бюро перепису населення США в 2010 році місто мало площу 75,59 км², з яких 74,14 км² — суходіл та 1,45 км² — водойми. В 2017 році площа становила 89,09 км², з яких 87,36 км² — суходіл та 1,74 км² — водойми.

### Клімат
| Клімат : Кент           | Клімат : Кент | Клімат : Кент | Клімат : Кент | Клімат : Кент | Клімат : Кент | Клімат : Кент | Клімат : Кент | Клімат : Кент | Клімат : Кент | Клімат : Кент | Клімат : Кент | Клімат : Кент | Клімат : Кент |
| Показник                | Січ.          | Лют.          | Бер.          | Квіт.         | Трав.         | Черв.         | Лип.          | Серп.         | Вер.          | Жовт.         | Лист.         | Груд.         | Рік           |
| Абсолютний максимум, °C | 17,8          | 21,7          | 27,2          | 30,0          | 33,3          | 37,8          | 39,4          | 37,2          | 35,6          | 30,0          | 23,3          | 20,6          | 39,4          |
| Середній максимум, °C   | 8,3           | 10,6          | 12,8          | 16,1          | 19,4          | 22,2          | 25,0          | 25,6          | 22,2          | 16,7          | 11,1          | 7,8           | 16,5          |
| Середній мінімум, °C    | 0,0           | 2,2           | 3,9           | 5,6           | 8,3           | 11,1          | 12,8          | 12,8          | 10,6          | 6,7           | 3,9           | 1,1           | 6,6           |
| Абсолютний мінімум, °C  | −23,3         | −20,6         | −12,2         | −3,9          | −2,8          | 0,6           | 3,3           | 1,1           | −2,2          | −4,4          | −18,3         | −16,1         | −23,3         |
| Норма опадів, мм        | 135           | 114           | 104           | 74            | 53            | 43            | 23            | 30            | 46            | 86            | 155           | 147           | 942           |
| ----------------------- | ------------- | ------------- | ------------- | ------------- | ------------- | ------------- | ------------- | ------------- | ------------- | ------------- | ------------- | ------------- | ------------- |
| Джерело: Weather.com    |               |               |               |               |               |               |               |               |               |               |               |               |               |

## Демографія
Згідно з переписом 2010 року, у місті мешкало 92 411 особа в 34 044 домогосподарствах у складі 21 816 родин. Густота населення становила 1223 особи/км².  Було 36424 помешкання (482/км²).
Расовий склад населення:
| - 55,5 % — білих - 15,2 % — азіатів - 11,3 % — чорних або афроамериканців - 1,9 % — вихідців з тихоокеанських островів - 1,0 % — корінних американців - 8,5 % — осіб інших рас |

До двох чи більше рас належало 6,6 %. Частка іспаномовних становила 16,6 % від усіх жителів.
За віковим діапазоном населення розподілялося таким чином: 26,2 % — особи молодші 18 років, 65,0 % — особи у віці 18—64 років, 8,8 % — особи у віці 65 років та старші. Медіана віку мешканця становила 33,0 року. На 100 осіб жіночої статі у місті припадало 99,8 чоловіків;  на 100 жінок у віці від 18 років та старших — 97,0 чоловіків також старших 18 років.
Середній дохід на одне домашнє господарство  становив 74 409 доларів США (медіана — 60 191), а середній дохід на одну сім'ю — 82 072 долари (медіана — 69 108). Медіана доходів становила 50 179 доларів для чоловіків та 39 316 доларів для жінок. За межею бідності перебувало 15,5 % осіб, у тому числі 21,7 % дітей у віці до 18 років та 10,8 % осіб у віці 65 років та старших.
Цивільне працевлаштоване населення становило 59 397 осіб. Основні галузі зайнятості: освіта, охорона здоров'я та соціальна допомога — 19,3 %, роздрібна торгівля — 13,1 %, виробництво — 12,5 %.

## Міста-побратими
- Херсон (Україна)
- Луцьк (Україна)